# Hacienda las Galeras
Hacienda las Galeras, eller bara Galeras är en ort i Mexiko, tillhörande kommunen Donato Guerra i sydvästra delen av delstaten Mexiko. Orten hade 136 invånare vid folkräkningen 2010.